# الکسی شوماکوف
الکسی شوماکوف (روسی: Алексе́й Васи́льевич Шумако́в؛ زادهٔ ۷ سپتامبر ۱۹۴۸) کشتی‌گیر فرنگی اهل اتحاد جماهیر شوروی سوسیالیستی بود.
وی در مسابقات کشوری و بین‌المللی در مجموع برندهٔ ۱ مدال طلا شده‌است.